# Minetto (condado de Oswego)
Minetto es un lugar designado por el censo ubicado en el condado de Oswego en el estado estadounidense de Nueva York. En el año 2000 tenía una población de 1,086 habitantes y una densidad poblacional de 124 personas por km².

## Geografía
Minetto se encuentra ubicado en las coordenadas 43°23′47″N 76°28′28″O / 43.39639, -76.47444.

## Demografía
Según la Oficina del Censo en 2000 los ingresos medios por hogar en la localidad eran de $51,176, y los ingresos medios por familia eran $59,844. Los hombres tenían unos ingresos medios de $51,806 frente a los $30,156 para las mujeres. La renta per cápita para la localidad era de $23,055. Alrededor del 6.7% de la población estaban por debajo del umbral de pobreza.